# Macrodasys buddenbrocki
Macrodasys buddenbrocki är en djurart som tillhör fylumet bukhårsdjur, och som beskrevs av Adolf Remane 1924. Macrodasys buddenbrocki ingår i släktet Macrodasys och familjen Macrodasyidae. Arten är reproducerande i Sverige. Inga underarter finns listade i Catalogue of Life.